# Kirkham (Lancashire)
Kirkham is een civil parish in het bestuurlijke gebied Fylde, in het Engelse graafschap Lancashire. De plaats telt 7194 inwoners.